# Amphiatlantisch
Als amphiatlantisch (von griechisch ἀμφί amphi ‚doppel-, beid-, zwei-‘) werden Tier- und Pflanzentaxa bezeichnet, die beide Seiten des Atlantischen Ozeans besiedeln. Es handelt sich demnach um Taxa, die sowohl im Westen der Paläarktis oder Paläotropis als auch im Osten der Nearktis oder Neotropis beheimatet sind.
Beispiele für amphiatlantische Pflanzenarten sind der Alpenhelm (Bartsia alpina), die Kraut-Weide (Salix herbacea) oder die Dreiblatt-Binse (Juncus trifidus).